# Muggenhol
Muggenhol of Muggenhool is een voormalige buurtschap in de gemeente Veldhoven, gesitueerd ten noorden van het kerkdorp Zeelst. Tot aan de gemeentelijke herindeling van 1921 lag deze buurtschap in de voormalige gemeente Zeelst.
Oorspronkelijk was Muggenhol gelegen aan een landweg die het dorp Zeelst verbond met een groot heidegebied: de Zeelstsche Heide.
Al in veertiende-eeuwse geschriften worden de namen van verschillende boerderijen in Muggenhol vermeld, zoals aen den Molenstadt, Ten Velde en Valgaten. Deze laatste boerderij was een leengoed van de hertog van Brabant en zou later bekend worden als het Oude Slot van Zeelst. Tegen het einde van de negentiende eeuw telde de buurtschap 29 huizen.
Aan het begin van de twintigste eeuw werd de Zeelstsche Heide ontgonnen. In 1931 besloot de Veldhovense gemeenteraad tot de aanleg van een klinkerweg tussen Muggenhol en het dorp Zeelst. Tijdens de Tweede Wereldoorlog werden de boerderijen in het noorden van Muggenhol door de Duitsers afgebroken om plaats te maken voor een militair vliegveld. In 1965 werd de straat Muggenhol verhard met asfalt.
Aan de geïsoleerde ligging van Muggenhol kwam een eind toen in 1992 aangrenzend aan de buurtschap de woonwijk De Polders werd gebouwd. Hierbij werd het noordelijke gedeelte van Muggenhol omgedoopt tot de nieuwe straat Grenswal. Sindsdien vormt de straat Muggenhol de oostelijke rand van de woonwijk De Polders.

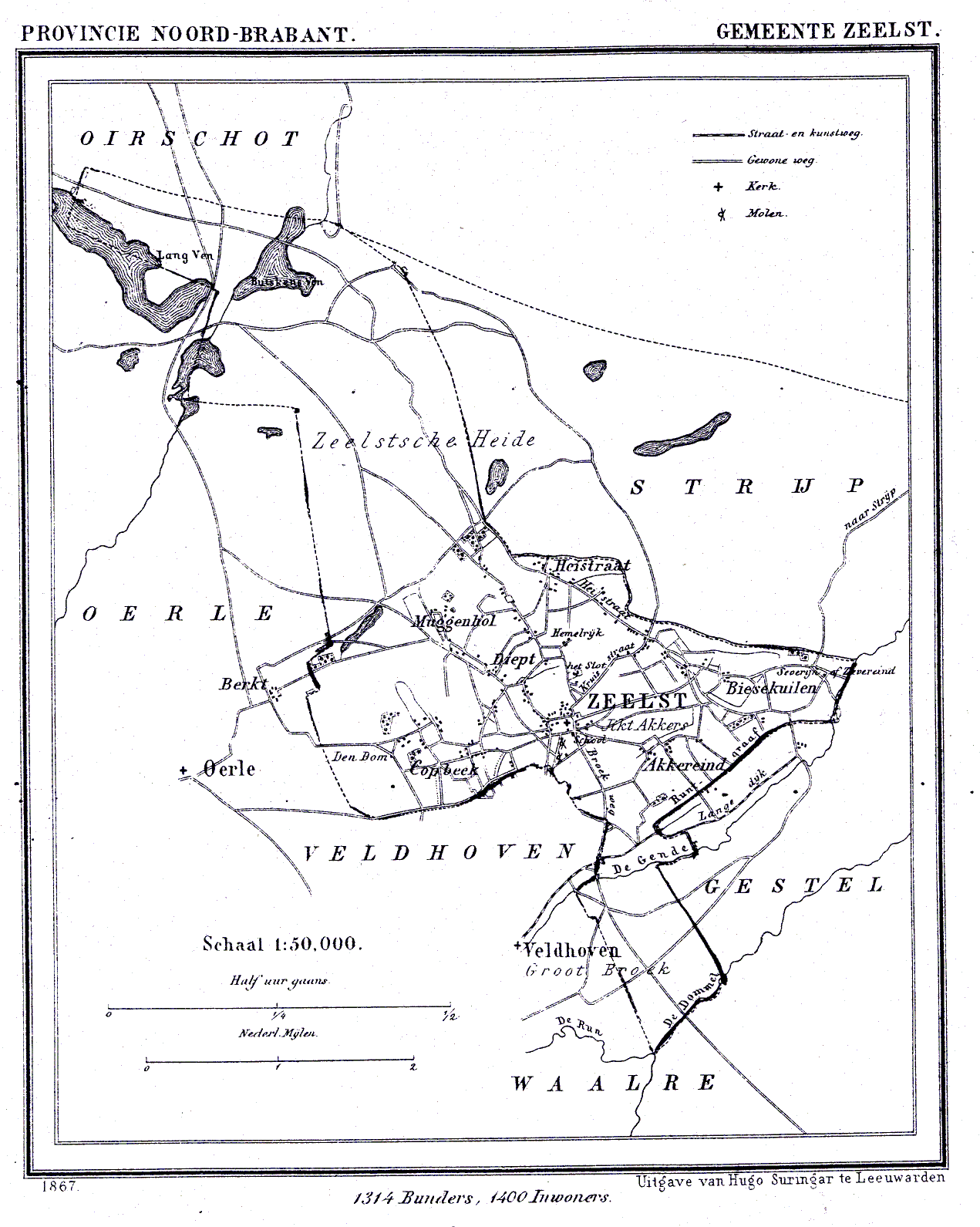
Kaart van de gemeente Zeelst uit 1867, met in het midden de oude buurtschap Muggenhol.

Hoofdplaats: Veldhoven

Buurtschappen: Berkt · Halfmijl · Heers · Hoogeind · Scherpenering · Schoot · Toterfout · Vliet · Zandoerle · Zittard

Voormalige gemeenten: Oerle · Veldhoven en Meerveldhoven · Zeelst

Noord-Brabant: Steden en dorpen      Nederland: Provincies · Gemeenten